# Василевские
Василевские (пол. Wasielewski, Wasilewski) — древние дворянские роды. 
Большей частью шляхетского происхождения герба Држевица, записанных в VI и I частях родословных книг губерний: Виленской, Витебской,  Волынской,  Гродненской, Киевской, Ковенской, Минской, Могилёвской, Подольской и Смоленской. По последней губернии, несмотря на присутствие там нескольких ветвей старинных дворян Василевских, утверждены герольдией потомство Ивана Василевского, вёрстанного поместьем (1659).
Другой Иван Василевский, по переписным книгам (1668) владел недвижимыми имениями в Смоленской области. Сыновья его грамотой царей Иоанна и Петра Алексеевичей жалованы были (1683) за службу пустошами в Бельском уезде Смоленской губернии. Потомок его, Пётр Алексеевич, записан в VI часть родословной книги Орловской губернии.

## История рода
Фёдор Васильевич, сын его Иван и Севастьян, Родион, Калина и Иван Леонтьевичи владели поместьями в Каширском уезде (1578), из них Иван Леонтьевич служил по Кашире по дворовому списку (1599). Каширянин Илья Фёдорович получил денежную придачу за Рязанскую службу (1619), а Фёдор Иванович вёрстан новичным окладом (1628). Трое представителей рода владели поместьями в Каширском уезде (1634-1689).
Тихон Василевский владел населённым имением (1699).
Иноземец Василий Василевский упомянут в ротмистрах (1634).

## Описание герба
В лазоревом щите серебряный полумесяц рогами вверх. Над ним и под ним по серебряной шестиугольной звезде.
Над щитом дворянский шлем с короной. Нашлемник: серебряный греко-римский крест между двух лазоревых орлиных крыльев. Намёт: лазоревый с серебром.
Герб Василевского внесён в Часть 13 Общего гербовника дворянских родов Всероссийской империи, стр. 30.

## Известные представители
- Василевский Александр — ротмистр рейтарского строя (1684).
- Василевский Емельян Фёдорович — рейтар, каширский помещик (1689).
- Василевский Семён Борисович — воевода в Романове (1700)[5].